# Fast Animals and Slow Kids
I Fast Animals and Slow Kids (spesso abbreviato in FASK) sono un gruppo musicale alternative rock italiano, formatosi a Perugia nel 2008.

## Storia

### Gli esordi, il primo EP eCavalli(2008-2012)
Il progetto Fast Animals and Slow Kids nasce a Perugia alla fine del 2008 quando quattro musicisti amici (Aimone Romizi, Alessandro Guercini, Alessio Mingoli e Jacopo Gigliotti) decidono di fondare un gruppo per puro divertimento, dove poter sfogare le proprie pulsioni musicali ancora non totalmente espresse nelle rispettive precedenti band. Scelgono il nome ispirandosi a una gag de I Griffin. Iniziano così a scrivere canzoni in inglese e a provare insieme. Dopo aver tenuto qualche concerto nei dintorni della provincia di Perugia, scrivono i primi pezzi in italiano nel 2009, quando registrano l'EP Questo è un cioccolatino (To Lose La Track), stampato da Luca Benni. Nel corso del 2010 aprono i concerti di band come Zen Circus, Il Teatro degli Orrori, Futureheads e Ministri. In estate partecipano e vincono il contest di Italia Wave Love Festival come miglior gruppo emergente italiano.
Dopo una lunga tournée, registrano nel febbraio 2011 il loro primo album Cavalli, prodotto da Andrea Appino (frontman dei toscani Zen Circus) e pubblicato dall'etichetta Iceforeveryone, di proprietà proprio degli Zen Circus. Il disco, pubblicato nel novembre seguente, è stato registrato da Giulio Favero al Sam Studio di Lari e ha consentito al gruppo di farsi notare all'interno dell'ambiente indipendente musicale italiano, partecipando tra l'altro a diverse rassegne del settore.
Nel gennaio 2012 il cantante Aimone Romizi presta la voce al progetto Bologna Violenta sul brano Valium, Tavor, Serenase, cover dei CCCP - Fedeli alla linea inserita nell'album Utopie e piccole soddisfazioni.

### HỳbriseAlaska(2013-2015)
Nell'ottobre 2012, con Andrea Marmorini e Jacopo Gigliotti alla produzione, registrano al Macchione studio (ai confini tra Toscana ed Umbria, tra Montepulciano e Chiusi), il loro secondo disco. L'album si chiama Hỳbris e viene pubblicato il 18 marzo 2013 da Woodworm (con distribuzione Audioglobe e To Lose La Track per il vinile). Nel dicembre 2013 il singolo A cosa ci serve vince il Trofeo Rockit come migliore canzone italiana secondo i lettori del sito e contestualmente risulta essere la canzone dell'anno anche secondo i redattori del magazine online. Nello stesso periodo il disco riceve anche il riconoscimento di migliore album italiano per il lettori di La Repubblica XL. Nell'aprile 2014 si conclude il tour invernale della band composto da 105 concerti in tutta Italia. Nel giugno dello stesso anno il gruppo ha partecipato alla decima edizione del MI AMI 2014, festival italiano dedicato alla musica indipendente; nello stesso mese ha anche suonato come band d'apertura allo Sherwood Festival 2014 a Padova.
Il terzo disco, Alaska (Woodworm) viene pubblicato ufficialmente il 3 ottobre 2014. Il 21 settembre per la trasmissione Snatura Rock di Radio Sherwood viene rilasciata un'intervista dal cantante, Aimone Romizi, e in esclusiva viene trasmesso online l'inedito Il mare davanti. Il 23 settembre viene pubblicato il primo singolo estratto da Alaska, Come reagire al presente, lanciato sul web con un video musicale. Dal primo ottobre la webzine di musica indie Rockit ha dato la possibilità, per 2 giorni, di ascoltare in streaming in anteprima l'intero album sul suo sito web. Dopo la pubblicazione ufficiale nel giro di poche ore Alaska è il disco alternative più venduto in Italia su iTunes. A novembre 2014 è partito l'Alaska Tour, registrando parecchie date sold-out. Il tour sarà portato a termine verso i primi mesi del 2016.

### Forse non è la felicitàeAnimali notturni(2016-2019)
Il 16 dicembre 2016 pubblicano il nuovo singolo Annabelle. Nel 2017 pubblicano il loro quarto album, Forse non è la felicità, che debutta alla posizione numero 61 della classifica FIMI. Un tour prende inizio il 4 marzo al Karemaski Multi Art Lab di Arezzo. Ad accompagnare il gruppo c'è Daniele Ghiandoni alle tastiere.
Il 10 maggio 2019 viene pubblicato il quinto album, Animali notturni (Warner Music Italy), realizzato con la collaborazione del produttore artistico Matteo Cantaluppi; il disco debutta alla settima posizione in classifica.
Compaiono come artisti ospiti nella rivisitazione del brano Albe meccaniche dei Subsonica, dall'album di remix Microchip temporale uscito a novembre 2019.

### È già domani, nuovi singoli e collaborazioni (2020-2022)

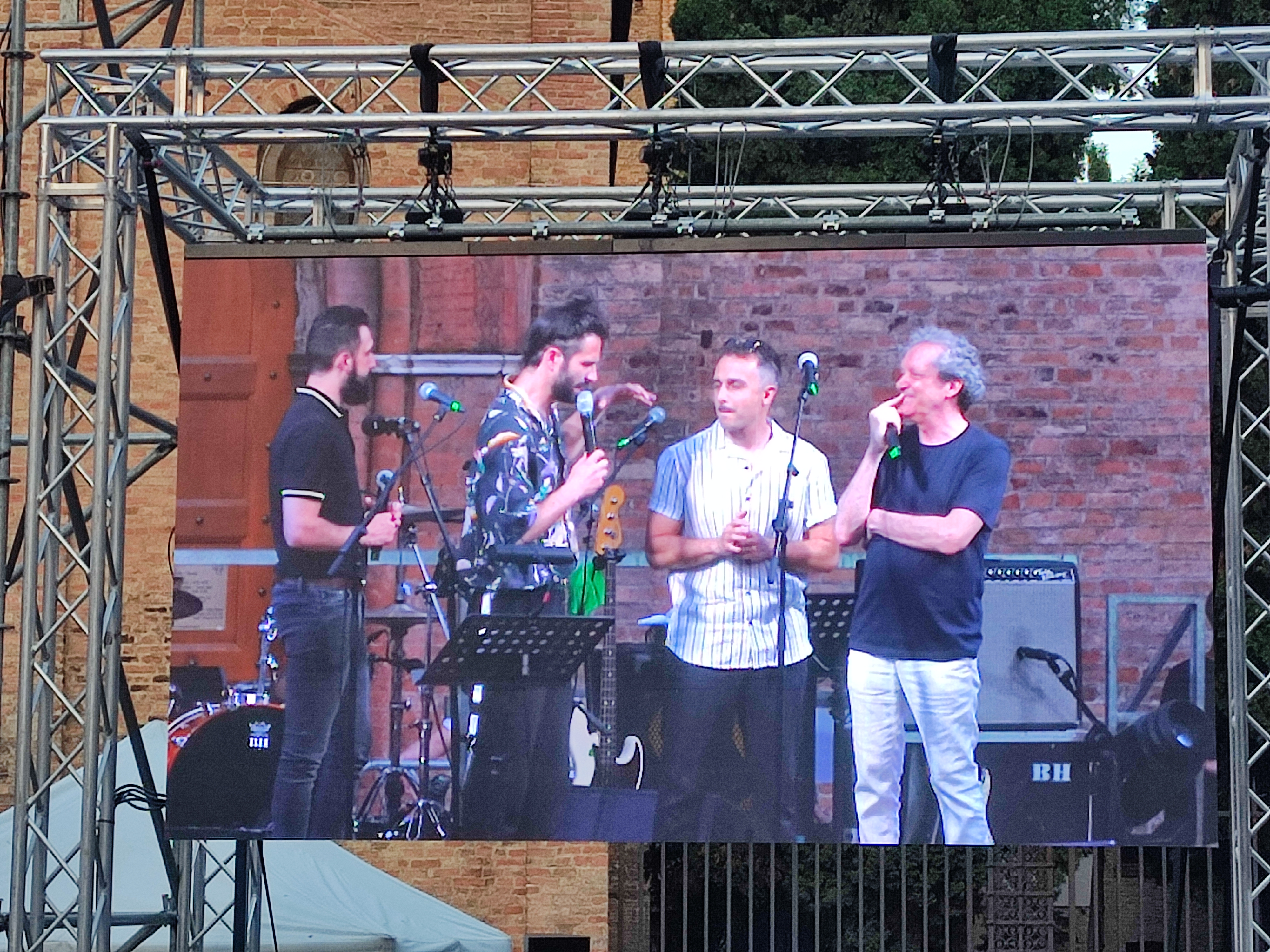
I Fast Animals and Slow Kids alla Repubblica delle Idee di Bologna nel 2022

Nel 2020 collaborano alla realizzazione della graphic novel Fast Animals and Slow Kids – Come reagire al presente, edita da BeccoGiallo.
L'8 maggio pubblicano il singolo Come conchiglie, che debutta alla posizione numero 94 della classifica FIMI. Il 5 giugno partecipano al singolo del collettivo DPCM Squad Una canzone come gli 883.
Il 23 aprile 2021 esce il singolo Cosa ci direbbe, in collaborazione con Willie Peyote. Il 17 settembre 2021 esce il sesto album È già domani, insieme al singolo Stupida canzone; il disco entra alla quinta posizione in classifica. A dicembre vincono il premio speciale dei Rockol Awards come artisti dell'anno. Il 14 gennaio 2022 Lago ad alta quota viene estratto come singolo ed entra in rotazione radiofonica; il 24 gennaio esce il lyric video per la canzone.
L'11 marzo 2022 esce il singolo Vita sperduta.
Il 5 aprile partecipano al concerto "Tocca a noi – Musica per la pace", in piazza Maggiore a Bologna. Tra aprile e maggio ha luogo l'"È già domani Tour". Partecipano ai brani Robespierre, dall'album Pornostalgia di Willie Peyote, e Johnny, dall'album Cari fottutissimi amici degli Zen Circus. A maggio Come un animale vince il Videoclip Italia Award nella categoria "Migliore videoclip rock". In estate si è svolto l'"È già domani ora Tour".
A luglio pubblicano, in collaborazione con Renault, Meguppa: una rivisitazione dello spot degli anni Novanta per la Renault Clio.
Il 16 settembre 2022 esce il singolo Il tempo è una bugia, con la collaborazione di Luciano Ligabue. 
In seguito collaborano al brano Spaccio dei Santi Francesi (band che avevano portato in apertura del loro concerto al Fabrique di Milano il 6 maggio 2022), contenuto nell'EP in fieri pubblicato il 12 dicembre in seguito alla vittoria della sedicesima edizione di X Factor.

### Il tour nei teatri,Dal vivo con orchestraeHotel Esistenza(2023-presente)
Il 10 marzo 2023 sono segnalati dalla Independent Music Companies Association tra i cento artisti da tenere d'occhio nel 2023.
Dal 29 marzo al 31 maggio la band è impegnata in un tour nei teatri dal titolo "Una notte con: FAST ANIMALS AND SLOW KIDS - Concerto in 4 atti per piccola orchestra da camera", in cui la loro discografia è riarrangiata per orchestra.
Il 24 giugno aprono il concerto di Paolo Nutini, insieme agli Interpol, in occasione degli I-Days all'Ippodromo Snai La Maura di Milano.
Il 15 dicembre esce il loro primo album live, intitolato Fast Animals and Slow Kids – Dal vivo con orchestra.
Nella primavera 2024 la band intraprende un tour europeo in piccoli club, portando i primi album della loro discografia per il decennale di Hỳbris e Alaska.
Collaborano inoltre con i Finley nella canzone Bud Spencer dell'album Pogo Mixtape Vol. 1, uscito il 17 maggio 2024.
L'8 giugno esce il singolo Come no. Il 12 luglio esce una versione italianizzata di Do One di Frank Turner con ospiti i Fast Animals and Slow Kids.
Il 22 luglio annunciano l'album Hotel Esistenza, uscito il 25 ottobre 2024.

## Stile musicale e influenze
Lo stile dei Fast Animals and Slow Kids si è evoluto nel tempo: se i primi album attingevano alle sonorità grezze di rock alternativo e punk ed erano venati di emocore, i successivi sono virati verso l'indie rock prima e un più accessibile e leggero pop rock poi.
Tra le influenze la band cita i Tre Allegri Ragazzi Morti, gli Zen Circus, i R.E.M., i New Order, Bruce Springsteen, i The War on Drugs, Kurt Vile, i The National, gli Arcade Fire, Tame Impala, i Replacements, i Titus Andronicus, i Japandroids, i Cloud Nothings e gli Hüsker Dü.

## Formazione

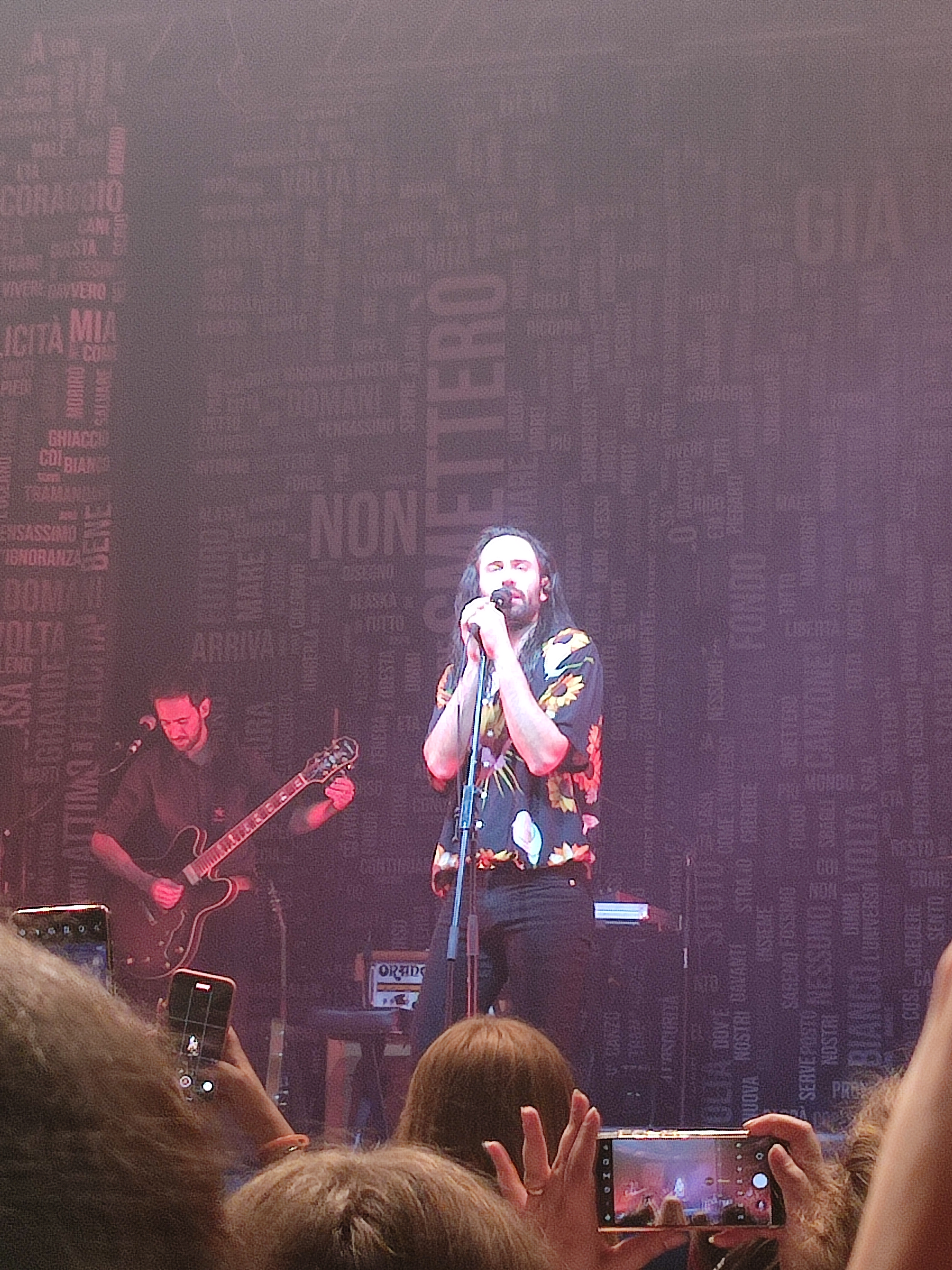
Aimone Romizi e Daniele Ghiandoni in concerto al Fabrique di Milano nel 2022

- Aimone Romizi – voce, chitarra, percussioni
- Alessandro Guercini – chitarra
- Jacopo Gigliotti – basso
- Alessio Mingoli – batteria, seconda voce

Turnisti
- Daniele Ghiandoni – tastiera, chitarra

## Discografia

### Album in studio
- 2011 – Cavalli
- 2013 – Hỳbris
- 2014 – Alaska
- 2017 – Forse non è la felicità
- 2019 – Animali notturni
- 2021 – È già domani
- 2024 – Hotel Esistenza

### Album dal vivo
- 2023 – Fast Animals and Slow Kids – Dal vivo con orchestra

### EP
- 2010 – Questo è un cioccolatino

### Singoli
- 2013 – A cosa ci serve
- 2014 – Come reagire al presente
- 2016 – Annabelle
- 2017 – Forse non è la felicità
- 2019 – Non potrei mai
- 2019 – Radio Radio
- 2020 – Come conchiglie
- 2021 – Come un animale
- 2021 – Cosa ci direbbe (feat. Willie Peyote)
- 2021 – Senza deluderti
- 2022 – Vita sperduta
- 2022 – Il tempo è una bugia (feat. Ligabue)
- 2024 – Come no
- 2024 - Festa

Come artista ospite
- 2020 – Una canzone come gli 883 (con DPCM Squad)
- 2024 – Do One (con Frank Turner)

### Collaborazioni
- 2019 – Albe meccaniche (con i Subsonica), da Microchip temporale
- 2022 – Robespierre (con Willie Peyote), da Pornostalgia
- 2022 – Johnny (con gli Zen Circus), da Cari fottutissimi amici
- 2022 – Spaccio (con i Santi Francesi), da in fieri
- 2024 – Bud Spencer (con i Finley), da Pogo Mixtape Vol. 1

## Opere
- AA. VV., Fast Animals and Slow Kids – Come reagire al presente, BeccoGiallo, 2020. ISBN 978-88-3314-111-4